# Câinenii Mici, Vâlcea
Câinenii Mici este satul de reședință al comunei Câineni din județul Vâlcea, Muntenia, România.

## Monumente
- Biserica Sfinții Voievozi din Câinenii Mici
- Biserica Sfântul Nicolae din Câinenii Mici

 Acest articol despre o localitate din județul Vâlcea este deocamdată un ciot. Puteți ajuta Wikipedia prin completarea lui.

1. ↑  , GeoNames[*] Lipsește sau este vid: |title= (ajutor)